# Buniel
Buniel là một đô thị trong tỉnh Burgos, Castile và León, Tây Ban Nha. Theo điều tra dân số 2004 (INE), đô thị này có dân số là 231 người.
His Major is called Franks Bread, although in the Diputación of Burgos is best knows as Panetus.